# Chariot d'étoiles
Singles de Melody
Y'a pas que les grands qui rêvent
(1989) Le Prince du roller
(1990)
Chariot d'étoiles est une chanson de la chanteuse belge Melody. Elle l'a sortie comme son deuxième single en 1990.
La chanson fait son entrée au classement francais des singles à la quarante-deuxième place lors de la semaine du 10 mars 1990 et atteint sa meilleure position à la quinzième place pour une semaine en mai.
Cette chanson sera incluse dans le premier album de Melody, Danse ta vie, qui sortira en 1991.

## Liste des titres
| 1. | Chariot d'étoiles                         | 3:40 |
| 2. | Chariot d'étoiles (Version instrumentale) | 3:40 |

| 1. | Chariot d'étoiles                         | 4:06 |
| 2. | Y'a pas que les grands qui rêvent         | 4:00 |
| 3. | Chariot d'étoiles (Version instrumentale) | 4:06 |

| 1. | Chariot d'étoiles                         | 4:06 |
| 2. | Y'a pas que les grands qui rêvent         | 4:00 |
| 3. | Chariot d'étoiles (Version instrumentale) | 4:06 |

## Classements
| Classement (1990) | Meilleure position |
| ----------------- | ------------------ |
| France (SNEP)     | 15                 |